# Pozzol Groppo
Pozzol Groppo (Posseu 'd Greupo in dialetto tortonese e in dialetto oltrepadano) è un comune italiano di 304 abitanti nel Tortonese, della provincia di Alessandria, in Piemonte, situato su un crinale spartiacque tra la val Curone (AL) e la valle Staffora (PV), al confine con la Lombardia.
Si tratta di un comune sparso poiché il territorio comunale risulta essere una "federazione di frazioni", non esistendo un vero capoluogo con il nome di Pozzol Groppo. La sede municipale si trova a S. Lorenzo, una delle 13 frazioni. Quest'ultima risulta seconda, tra le frazioni, per numero di abitanti.
La frazione più popolata è Biagasco (o Groppo), con circa 60 abitanti.

## Geografia fisica
Il paese si trova sullo spartiacque tra la val Curone e la valle Staffora, dominato dal castello Malaspina che si trova su un colle a 536 m s.l.m. A sud del castello vi è un impervio dirupo mentre a nord il terreno degrada lungo lo spartiacque fino ai 386 m di Cà D'Andrino. A est del crinale si scende fino alla Staffora, raggiungendo i poco meno di 200 m in località Osteria nuova, al confine con Godiasco, mentre a ovest si scende fino al Curone raggiungendo circa 220 m in località Torrino, al confine con Montemarzino.
Verso nord-ovest, in località Brienzone, si risale verso i 479 m del Poggio di Brienzone, la cui cima però è territorio di Volpedo.

## Origine del nome
Compare con il nome Puzolum nel 1176 e come Pozolio de Gropo nel 1202, derivato dal latino puteum, pozzo, con il suffisso diminutivo -olus, ossia piccolo pozzo, probabilmente in riferimento a qualche sorgente o abbeveratoio. Il termine Groppo fa riferimento alla frazione di Biagasco, nota anche come Groppo, nel senso di altura, che era località distinta da Pozzolo del Groppo fino al 1928, anno in cui diventano un unico comune.

## Storia
Documenti provano che i due insediamenti di Pozzolo del Groppo e Groppo siano stati sotto il dominio di Tortona sin dal XII secolo, tant'è che accorsero in aiuto di quest'ultima quando fu assediata da Federico Barbarossa nel 1155.
Entrambi erano feudi dei Malaspina dello Spino Fiorito, il primo come parte di Godiasco e il secondo come feudo autonomo che passa nel 1275 a Francesco Malaspina, ramo dei Malaspina di Olivola, nipote del copostipite Obizzino, e nel 1413, quando il ramo di Francesco si estingue, ai discendenti di Alberto Malaspina (figlio di Opizzino), ramo dei Malaspina di Godiasco.
Nel 1449 la zona passò sotto il controllo degli Sforza di Milano che nel 1480 inviarono una spedizione di 500 fanti per punire Pozzolo, accusato di essere un covo di banditi.
Tra il 1525 e il 1528, a causa di guerre e pestilenze, la zona era quasi completamente disabitata, tant'è che era possibile appropriarsi di beni abbandonati. Ne approfittò il marchese di Godiasco Cesare Malaspina per prendere, nel 1530, il controllo e ricostruire il castello, poi vennero i marchesi di Gavi e infine, nel 1595, gli Spinola per conto del Ducato di Milano.
Unito con il Bobbiese al Regno di Sardegna nel 1743, in base al Trattato di Worms, entrò a far parte poi della provincia di Bobbio. Nel 1801 il territorio è annesso alla Francia napoleonica fino al 1814. Nel 1818 passa alla provincia di Voghera e nel 1859 alla provincia di Pavia.
Nel 1928 il comune del Groppo venne aggregato a Pozzolo del Groppo, costituendo l'attuale Pozzol Groppo e venendo inserito nella provincia di Alessandria.
Durante la Resistenza fu teatro delle lotte fra partigiani e fascisti.
Il 31 gennaio 1945, nella frazione di Biagasco, la "Sicherai" sorprese ed uccise nella notte, probabilmente grazie ad una spia, alcuni membri della 3ª Divisione “Aliotta”: il comandante della brigata Cornaggia, Alberto Piumati “Staffora”, il commissario della brigata Carlo Covini “Oscar”, la staffetta Anna Maria Mascherini, lo studente e responsabile politico del PCI Lucio Martinelli, Fulvio Sala e Giovanni Torlaschi.

### Simboli
Lo stemma e il gonfalone del comune di Pozzol Groppo sono stati concessi con decreto del presidente della Repubblica del 19 luglio 1999.
Il gonfalone è un drappo rettangolare di bianco.

## Monumenti e luoghi d'interesse

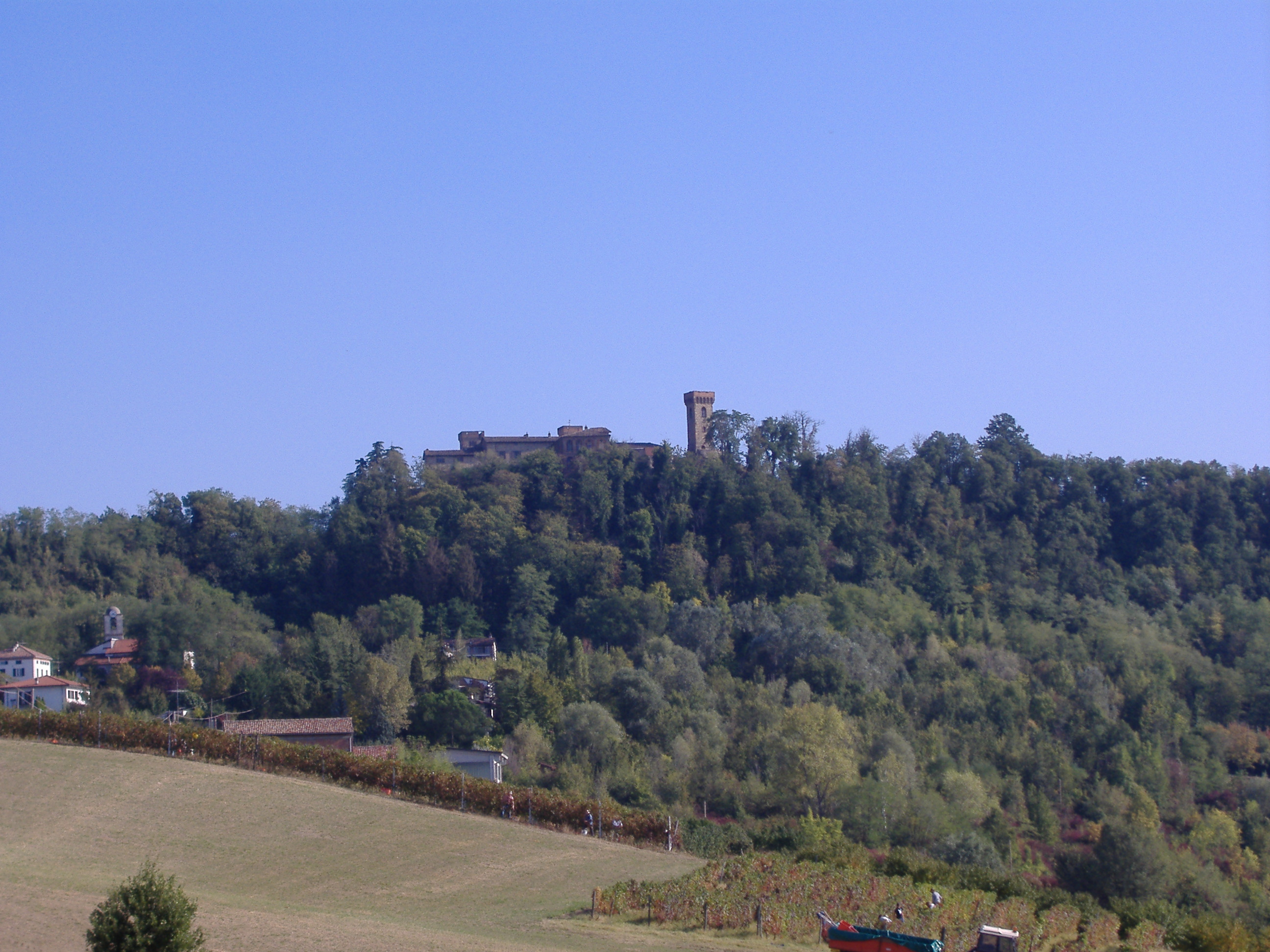
Il castello di Pozzol Groppo.

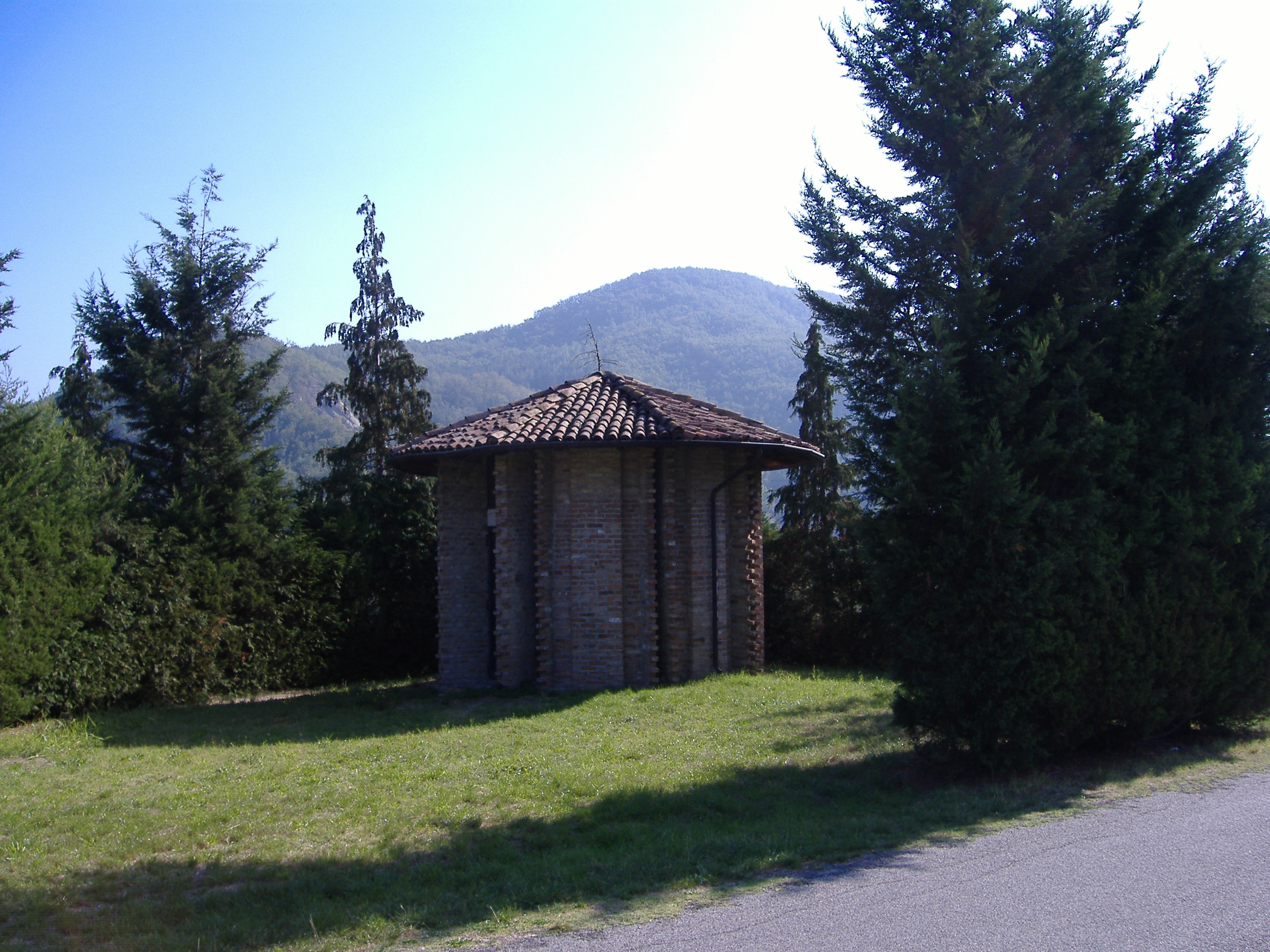
Il sacrario di Biagasco.

Il castello Malaspina, potente e nobile famiglia feudataria e signora per secoli delle terre di Pozzol Groppo, fu costruito sul luogo dove sorgeva una torre di avvistamento d'epoca romana. L'imponente costruzione conserva al suo interno un bel cortiletto con pozzo medioevale e sontuose sale con camini, soffitti lignei e la decorazione ad affresco, mantenendo vivo il prestigio di un passato illustre.
La chiesa parrocchiale, dedicata a san Lorenzo, è documentata per la prima volta nel XVI secolo.
Nella frazione Biagasco si trova la chiesa più antica del paese, citata in documenti del XII secolo, con un campanile di stile romanico. Vicino alla chiesa è stato eretto un sacrario che ricorda l'eccidio del 1945, realizzato dall'architetto Giampiero Codebue.

## Società

### Evoluzione demografica
Abitanti censiti

## Cultura
Questo paese fa parte del territorio culturalmente omogeneo delle Quattro Province (Alessandria, Genova, Pavia, Piacenza), caratterizzato da usi e costumi comuni e da un importante repertorio di musiche e balli molto antichi. Strumento principe di questa zona è il piffero appenninico che accompagnato dalla fisarmonica, e un tempo dalla müsa (cornamusa appenninica), guida le danze e anima le feste.

## Infrastrutture e trasporti
La fermata di Pozzol Groppo, in località Costiola, sorgeva lungo la ferrovia Voghera-Varzi, attiva fra il 1931 e il 1966.

## Amministrazione

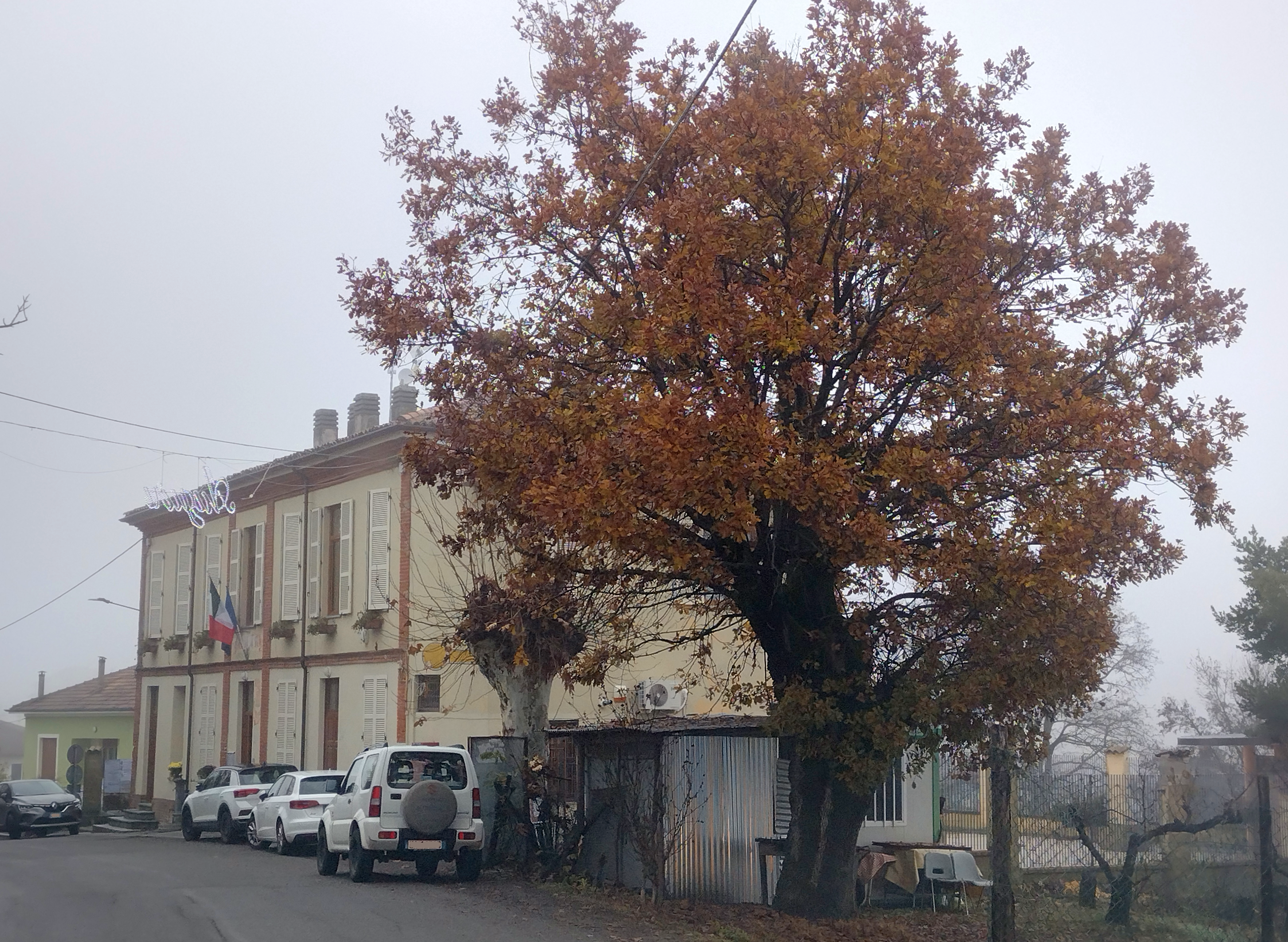
Il municipio

Di seguito è presentata una tabella relativa alle amministrazioni che si sono succedute in questo comune.
| Periodo        | Periodo        | Primo cittadino        | Partito                                 | Carica  | Note   |
| -------------- | -------------- | ---------------------- | --------------------------------------- | ------- | ------ |
| novembre 1964  | giugno 1970    | Flavio Brunetti        |                                         | Sindaco | [ 17 ] |
| giugno 1970    | luglio 1975    | Giuseppe Barbieri      | Partito Socialista Democratico Italiano | Sindaco | [ 18 ] |
| luglio 1975    | 22 giugno 1980 | Giuseppe Barbieri      | Partito Socialista Democratico Italiano | Sindaco | [ 19 ] |
| 22 giugno 1980 | 6 giugno 1985  | Giuseppe Barbieri      | Partito Socialista Democratico Italiano | Sindaco | [ 20 ] |
| 6 giugno 1985  | 25 maggio 1990 | Giuseppe Barbieri      | Partito Socialista Democratico Italiano | Sindaco | [ 21 ] |
| 25 maggio 1990 | 24 aprile 1995 | Giuseppe Barbieri      | Partito Socialista Democratico Italiano | Sindaco | [ 21 ] |
| 24 aprile 1995 | 14 giugno 1999 | Giuseppe Barbieri      | centro                                  | Sindaco | [ 21 ] |
| 14 giugno 1999 | 14 giugno 2004 | Giuseppe Barbieri      | lista civica                            | Sindaco | [ 21 ] |
| 14 giugno 2004 | 8 giugno 2009  | Luciano Gilio Barbieri | lista civica                            | Sindaco | [ 21 ] |
| 8 giugno 2009  | 26 maggio 2014 | Luciano Gilio Barbieri | lista civica: indipendenti              | Sindaco | [ 21 ] |
| 26 maggio 2014 | 26 maggio 2019 | Luciano Gilio Barbieri | lista civica: indipendenti              | Sindaco | [ 21 ] |
| 26 maggio 2019 | 9 giugno 2024  | Pietro Draghi          | lista civica: indipendenti              | Sindaco | [ 21 ] |
| 9 giugno 2024  | in carica      | Luciano Gilio Barbieri | lista civica: indipendenti              | Sindaco | [ 21 ] |

### Altre informazioni amministrative
Il comune faceva parte della Comunità Montana Valli Curone Grue e Ossona e poi della Comunità montana Terre del Giarolo fino alla sua soppressione.